# Equatorial Energia
Equatorial Energia SA ist ein brasilianisches Unternehmen mit Sitz in Brasilia, das im Energiesektor tätig ist. Die Gesellschaft hält Beteiligungen an anderen Unternehmen, die alle in der Elektroenergieindustrie tätig sind, hauptsächlich im Zusammenhang mit der Erzeugung oder Verteilung von elektrischer Energie.

## Struktur
Die Aktivitäten des Unternehmens gliedern sich in vier Segmente: Distribution, verantwortlich für die Energieverteilung in den Bundesstaaten Maranhão und Paraná, Brasilien; Erzeugung, Stromerzeugung durch thermoelektrische Anlagen;  Dienstleistungen und Verkauf, unter anderem Handel mit Elektrizität, Abrechnung sowie Wartung von elektrischen Anlagen; und Zentrales Management, einschließlich Unternehmens- und Verwaltungsaktivitäten. Das Unternehmen ist über eine Reihe von Tochterunternehmen wie Companhia Energetica do Maranhao (CEMAR), Centrums Eletricas do Para SA (CELPA), Geradora de Energia do Norte SA (Getamar), Companhia Energetica do Piaui  und Equatorial Solucoes SA tätig.

## Geschichte
Equatorial Energia (vormals Brisk Participações SA) wurde am 16. Juni 1999 von PPL Global gegründet, um an der Privatisierungsauktion von Companhia Energética do Maranhão (CEMAR) teilzunehmen, die 1958 gegründet wurde, um Elektrizität im gesamten brasilianischen Bundesstaat Maranhão zu verteilen. Die Gesellschaft hat als Gesellschaftszweck die Beteiligung an anderen Unternehmen, Konsortien und Unternehmen, die im Elektrizitätssektor oder in verwandten Bereichen tätig sind.
CEMAR wurde am 15. Juni 2000 im Rahmen des Nationalen Privatisierungsprogramms („NPP“) der brasilianischen Bundesregierung privatisiert und von Equatorial Energia übernommen, die zu diesem Zeitpunkt indirekt von PPL Global LLC kontrolliert wurde. Ab dem Jahr 2001 bekam CEMAR wirtschaftliche und finanzielle Probleme, die die angemessene Bereitstellung öffentlicher Stromverteilungsdienste im Bundesstaat Maranhão gefährdeten. Die Probleme konnten jedoch behoben werden.
Im März 2006 wurden die Aktien der Gesellschaft an der B3 S.A. notiert. Der Streubesitz der Gesellschaft erreichte 56,8 % des Grundkapitals.
Am 5. November 2007 präsentierte das Unternehmen dem Markt einen Umstrukturierungsplan, der drei Phasen umfasste. Nach dessen Umsetzung, die von der brasilianischen Aufsichtsbehörde Agência Nacional de Energia Elétrica (ANEEL) genehmigt wurde, konnten die geografischen Beschränkungen des Unternehmens, die zuvor auf den Norden, Nordosten und Mittleren Westen Brasiliens beschränkt waren, aufgehoben werden. Der Geschäftsbereich kann nun das gesamte brasilianische Staatsgebiet und Lateinamerika umfassen.
Im November 2011 erweiterte Equatorial Energia ihren Geschäftsbereich durch den indirekten Erwerb von 51 % der Sol Energias Comercializadora de Energia S.A. („Sol Energias“) durch ihre hundertprozentige Tochtergesellschaft 55 Soluções.
Am 1. November 2012 wurde Centrais Elétricas do Pará SA (CELPA) eine Tochtergesellschaft des Unternehmens.
Im Dezember 2012 führte Equatorial eine Kapitalerhöhung aus, bei der für 1,1 Mrd. R $ neue Aktien zu einem Preis von jeweils 16,00 R $ ausgegeben wurden. Danach betrug der Streubesitz 77 % des Grundkapitals.